# Varpām
Varpām (persiska: Varfām, Varnām, وَرنام, ورپام, ورفام) är en ort i Iran.   Den ligger i provinsen Mazandaran, i den norra delen av landet, 240 km öster om huvudstaden Teheran. Varpām ligger 1 593 meter över havet och antalet invånare är 101.
Terrängen runt Varpām är kuperad norrut, men söderut är den bergig. Runt Varpām är det ganska tätbefolkat, med 96 invånare per kvadratkilometer. Närmaste större samhälle är Bīsheh Band, 12,1 km nordväst om Varpām. Trakten runt Varpām består till största delen av jordbruksmark.